# Operation Carne Fraca

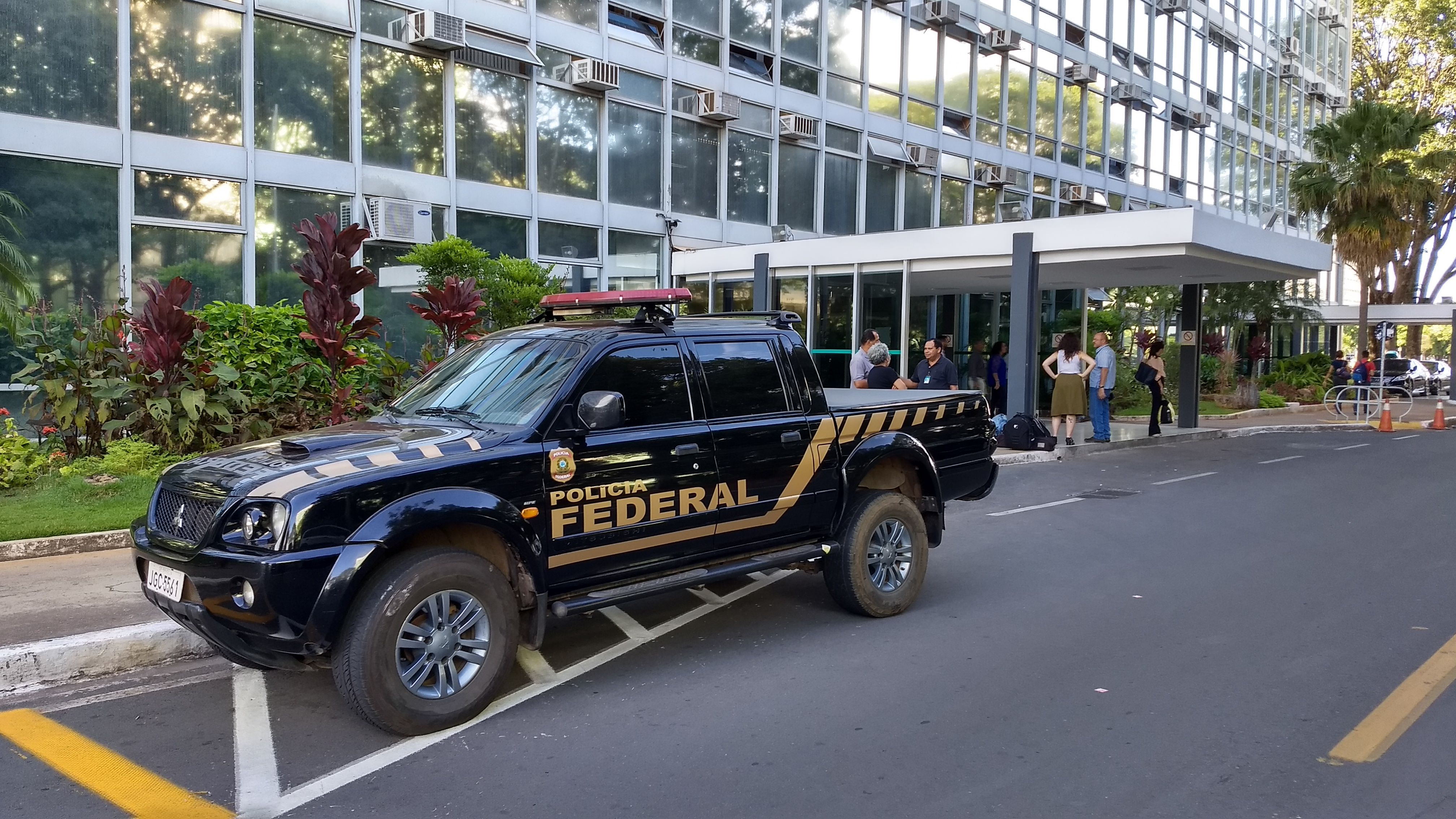
Die Polícia Federal do Brasil im Einsatz vor dem Landwirtschaftsministerium in Brasília, 17. März 2017.

Die Operation Carne Fraca (deutsch „Operation schwaches Fleisch“) ist eine Aktion der Polícia Federal do Brasil, der brasilianischen Bundespolizei, die am 17. März 2017 begann.
Betroffen waren die Unternehmen JBS – mit den Marken Seara, Swift, Friboi und Vigor – sowie BRF – mit den Marken Sadia und Perdigão –, die geschöntes, aber verdorbenes Fleisch unter das Fleisch mischten, das sie im In- und Ausland verkauften. In dem Skandal wurden mehr als 30 Fleischkontrolleure entlassen, denen vorgeworfen wurde, verdorbenes Fleisch zum Verkauf zugelassen, Verfallsdaten gefälscht und das Aussehen geschönt zu haben. Die Unternehmen sollen nach Angaben der Agência Nacional de Vigilância Sanitária (Anvisa) nicht deklarierte Lebensmittelzusatzstoffe Sorbinsäure und Ascorbinsäure zugesetzt und entgegen den gesetzlichen Bestimmungen verwendet haben.
Mit Salmonellen kontaminiertes oder anderweitig mikrobiologisch verunreinigtes Geflügelfleisch wurde im Wert von rund 130 Mio. US-Dollar von Brasilien in die wichtigsten Abnehmerländer Aruba, Chile und Venezuela geliefert. Da der Fall große mediale Aufmerksamkeit erregte und viele in Brasilien ansässige Unternehmen auch in anderen Ländern des Mercosur-Binnenmarktes aktiv sind, fürchteten auch die nicht betroffenen Nachbarländer Uruguay und Paraguay um ihren Ruf sowie negative Auswirkungen auf Freihandelsabkommen mit der EU. Die Landwirtschaftsministerien der Anrainerstaaten reagierten mit verschärften Einfuhrkontrollen und forderten eine bessere Rückverfolgbarkeit.

## Polizeiaktion
Die brasilianische Bundespolizei hatte in einer ihrer bisher größten Aktionen 1100 Polizisten aufgeboten, die in sechs Bundesstaaten und dem Bundesdistrikt in den Städten Curitiba, Londrina, Maringá, Foz do Iguaçu, São Paulo, Brasília, Belo Horizonte und Goiânia insgesamt 309 gerichtlich angeordnete Maßnahmen in Form von Durchsuchungen (194), Vorladungen (77), vorübergehenden Haftbefehlen (11) und Untersuchungshaftbefehlen (27) ausführten.

## Wirtschaftliche Bedeutung
Brasilien ist der weltweit führende Exporteur von Rindfleisch und Hähnchen und der viertgrößte Exporteur von Schweinefleisch. Mit JBS war der weltweit größte Fleischproduzent beteiligt. Der Marktanteil Brasiliens in diesem Bereich beträgt 7,2 % Der Landwirtschaftsminister Blairo Maggi schätzt, dass der Skandal einen Exportrückgang von 10 % Prozent (1,5 Milliarden US-Dollar) verursachen wird, da das Vertrauen in die brasilianische Fleischbranche erschüttert ist.
Die Holding BRF, die von Sadia und Perdigão kontrolliert wird, exportiert Geflügel in 120 Länder und hat einen Marktanteil von 14 % auf dem Weltmarkt.

## Zuwendungen an Politiker
Bei den Wahlen in Brasilien 2014 wurden von der Fleischindustrie insgesamt 393 Millionen R$ an Parteien und Kandidaten verteilt. Größter Vorteilsnehmer war der Partido dos Trabalhadores (PT) mit 60,7 Millionen Reais. Der Partido do Movimento Democrático Brasileiro (PMDB) erhielt an zweiter Stelle 59,1 Millionen Reais, gefolgt von dem Partido da Social Democracia Brasileira (PSDB) mit 58,1 Millionen Reais. Der Partido Progressista (PP) erhielt 38,1 Millionen und der Partido da República (PR) noch 24,4 Millionen Reais. Darüber hinaus erhielten Kandidaten der PT im Jahr weitere 60,6 Millionen R$. Die Firma JBS unterstützte z. B. mit 200.000 R$ die Wahlkampagne des Osmar Serraglio der PMDB, heutiger Justizminister unter Michel Temer.

## Reaktionen
Als nationale Reaktion kündigte Präsident Michel Temer am 19. März 2017 Untersuchungen an und lud als Zeichen seines Vertrauens Botschafter zum Steakessen ein. Die brasilianische Regierung schloss drei Fleischfabriken und setzte die Exportlizenzen von 21 Abpackbetrieben aus.
Am 18. Mai 2017 berichtete O Globo, dass der Staatspräsident Michel Temer veranlasste, einem Zeugen Schweigegeld zu zahlen.
Als internationale Reaktion verhängten Mexiko, Chile, Japan, Ägypten, und Hongkong Einfuhrsperren, die Europäische Union Einfuhrsperren für die in den Fall verwickelten Hersteller.
In der brasilianischen Presse war Hauptgesichtspunkt die Folgen für die Wirtschaft.
Dem schloss sich die internationale Presse an. Auswahl: Die New York Times schreibt, dass der Skandal Zweifel über die Agrarindustrie Brasiliens wecke und dass er der brasilianischen Volkswirtschaft schaden könnte. Es werden auch Fälschung von Lebensmitteln und die Ausfuhr mit Salmonellen verdorbenen Hühnerfleischs nach Italien angeführt. Die Financial Times sieht ebenfalls Folgen für die Zukunft der brasilianischen Agrarindustrie. Die Zeitung The Daily Telegraph gibt die Meldung von Associated Press dazu wieder.

## Entwicklung
Der brasilianische Staatssekretär Eumar Roberto Novacki traf im Juli 2017 in Genf europäische Fleischimporteure, um sie von der Qualität brasilianischen Fleisches zu überzeugen. Zur gleichen Zeit wurden Einzelheiten über die Bestechung von Kontrolleuren bekannt. Der Besitzer von JBS, Wesley Batista hat sich als Kronzeuge verpflichtet, eine Liste der mehr als 200 mit bis zu (umgerechnet) 6.000 US$ (monatlich) bestochenen Kontrolleure herauszugeben.